# Domenico Tintoretto
Domenico Robusti, conocido como Domenico Tintoretto (Venecia, 1560-17 de mayo de 1635), fue un pintor italiano, hijo y asistente principal de Tintoretto.

## Biografía
A los 17 años se convirtió en miembro del gremio de los pintores venecianos y, para continuar su formación, trabajó junto a su padre en la ejecución de pinturas del Palacio Ducal de Venecia.
Junto a él trabajó en su taller, realizando algunas pinturas erróneamente atribuidas a su padre. Gran parte de sus obras son retratos, particularmente de personajes reales o aristócratas como Margarita de Austria, que se convirtió posteriormente en reina de España a través de su matrimonio con Felipe III, la duquesa Margarita, viuda del duque Alfonso II de Ferrara, el dux Pasquale Cicogna, el Dogo Marino Grimani, Memmo Marc'Antonio, Giovanni Bembo, Luigi d'Este, el conde d'Aron y o Vincenzo Gonzaga. A la muerte de este, tomó las riendas de su taller, pero ya sin la fama de su padre.

## Obra

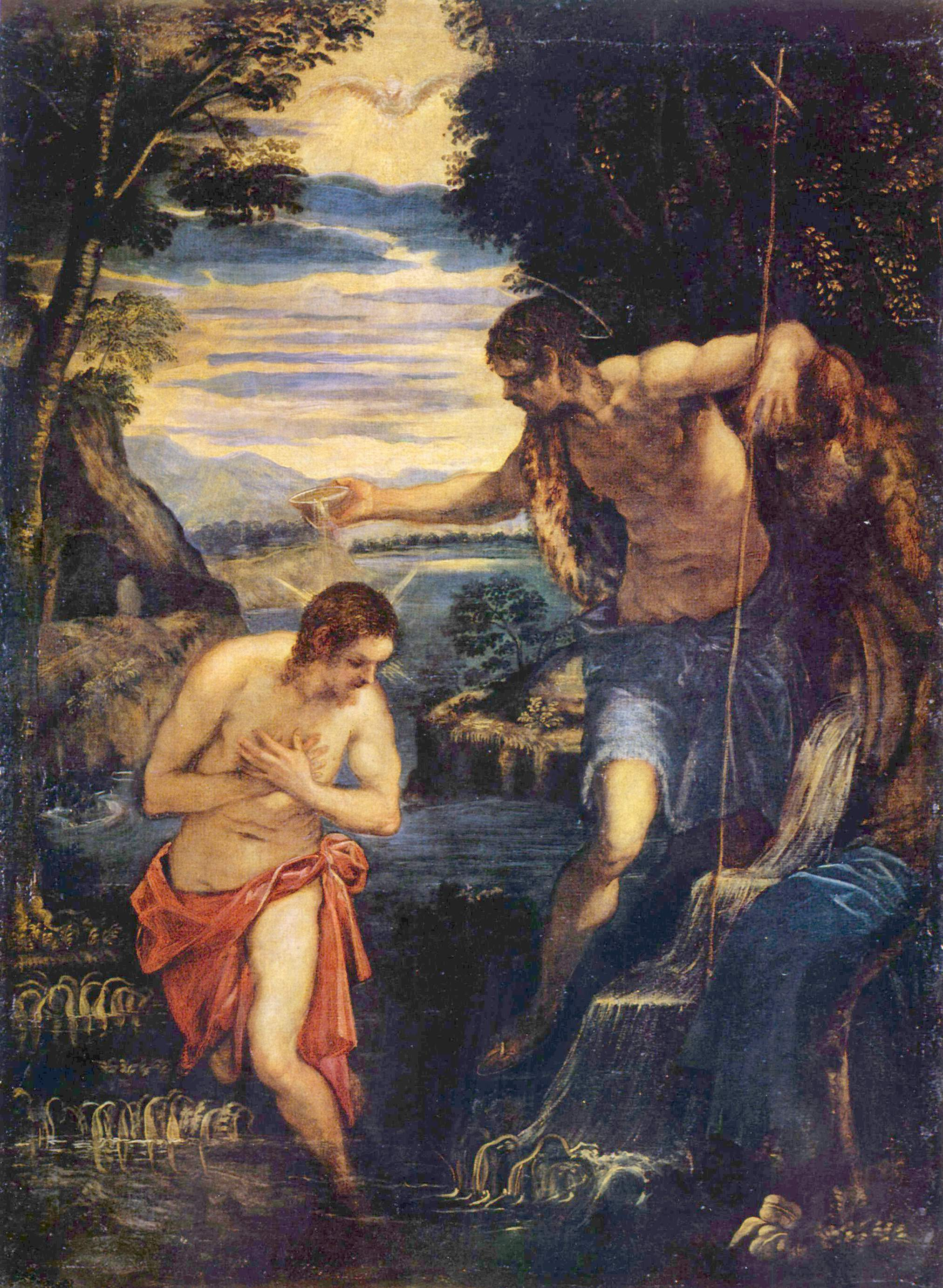
El Bautismo de Cristo, 1585, Museo del Prado.

- El Bautismo de Cristo (Museo del Prado), obra de 1585 atribuida erróneamente a su padre.[4]
- Magdalena penitente (1598-1602).
- El Bautismo de Cristo (Museo Nacional de Varsovia)
- Santa Juan el Bautista (Iglesia de la Transfiguración en Tarnogród)
- Retrato de Galileo Galilei.
- Retrato de un caballero (1585-95), The National Gallery, Londres[5]
- Retrato de un hombre, Museo Asmolean, Oxford[6]
- Adoración de los pastores, Courtauld Gallery, Londres[7]
- Crucifixión, Museos y galerías de arte de Brighton and Hove[8]

- Familia Comiciro/Comero adorando a María y al Niño, Kingston Lacy, Dorset[9][10]

## Fuente
- Esta obra contiene una traducción  derivada de «Domenico Robusti» de Wikipedia en italiano, publicada por sus editores bajo la Licencia de documentación libre de GNU y la Licencia Creative Commons Atribución-CompartirIgual 4.0 Internacional.